# کلوین اهیبهاتومهان
کلوین اهیبهاتومهان (انگلیسی: Kelvin Ehibhatiomhan؛ زادهٔ ۲۳ آوریل ۲۰۰۳) بازیکن فوتبال است.